# Thomas Cholmondeley (1er baron Delamere)
Thomas Cholmondeley, 1er baron Delamere ( /tʃ ʌ m l i /, 9 août 1767-30 octobre 1855) est un pair britannique et membre du Parlement,.

## Jeunesse

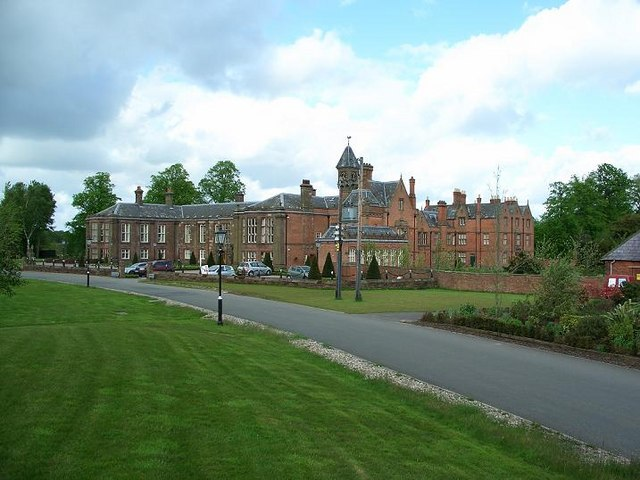
Vale Royal Great House, anciennement le siège des barons de Delamere - vendu en 1947

Il est le fils de Thomas Cholmondeley (1726–1779), député de Cheshire. Du côté de son père, il descend d'un frère cadet de Robert Cholmondeley (1er comte de Leinster) et Hugh Cholmondeley, père de Robert Cholmondeley (1er vicomte Cholmondeley), dont les marquis de Cholmondeley descendent. Sa mère est Dorothy Cowper.
Les Cholmondeleys ont établi depuis longtemps leur siège à Vale Royal Abbey, Cheshire, qui appartient à la famille depuis 1615.

## Carrière
Il est haut shérif du Cheshire en 1792, puis en 1796 est élu à la Chambre des communes pour l'ancien siège de son père, dans le Cheshire, qu'il conserve jusqu'en 1812. En 1821, il est élevé à la pairie en tant que baron Delamere de Vale Royal dans le comté de Chester.

## Famille
Le 17 décembre 1810, il épouse Henrietta Elizabeth Williams-Wynn, fille de Watkin Williams-Wynn (4e baronnet), et Charlotte Grenville. Ils ont six enfants :
- Hugh (3 octobre 1811 - 1er août 1887)[1] épouse Sarah Hay-Drummund, puis Augusta Emily Seymour[5].
- Thomas (4 janvier 1817 - 10 août 1817)
- Thomas Grenville (4 août 1818 - 9 février 1883) épouse Katherine Lucy Sykes puis Violet Maud Parker
- Henry Pitt (15 juin 1820 - 14 avril 1905) épouse Mary Leigh
- Henrietta Charlotte (3 juin 1823-13 août 1874)[1].
- Charles Watkin Neville (27 mai 1826-18 mars 1844). célibataire

Il est décédé à 88 ans en octobre 1855 et son fils aîné Hugh Cholmondeley, lui succède.